# Коваль Станіслав Іванович
Станіслав Іванович Коваль (нар. 1 травня 2002, Ужгород, Україна) — український футболіст, півзахисник ковалівського «Колоса», який виступає в оренді за «Поділля» (Хмельницький).

## Життєпис

### Початок кар'єри
Народився в Ужгороді, вихованець ДЮСШ з рідного міста. У складі ужгородців виступав у ДЮФЛУ. Влітку 2019 року перейшов у «Колос», де виступав спочатку за юнацьку команду, а починаючи з сезону 2020/21 років — за молодіжний склад. У футболці першої команди ковалівців дебютував 2 грудня 2020 року в переможному (4:0) виїзному поєдинку кубку України проти вінницької «Ниви». Станіслав вийшов на поле на 61-ій хвилині, замінивши Євгенія Ісаєнка, а на 90+1-ій хвилині відзначився першим голом у дорослому футболі. 6 грудня 2021 року потрапив до заявки на матч 12-го туру Прем'єр-ліги проти «Олександрії» (1:1), але на полі так і не з'явився.

### Оренда в «Полісся»
У середині лютого 2021 року відправився в оренду до «Полісся». У футболці житомирського клубу дебютував 20 березня 2021 року в програному (0:2) виїзному поєдинку 17-го туру Першої ліги України проти рівненського «Вереса». Станіслав вийшов на поле на 74-ій хвилині, замінивши Ярослава Галенка. Дебютними голами за «Полісся» відзначився 24 квітня 2021 року на 57-ій та 90+2-ій хвилинах переможного (2:0) виїзного поєдинку 23-го туру Першої ліги України проти кременчуцького «Кременя». Коваль вийшов на поле на 46-ій хвилині, замігивши Ярослава Галенка. Наприкінці червня 2021 року залишив житомирський клуб.

### Оренда в «Поділля»
На початку липня 2021 року відправився в чергову оренду, цього разу до «Поділля». У футболці хмельницького клубу дебютував 25 липня 2021 року в нічийному (0:0) домашньому поєдинку 1-го туру Першої ліги України проти київської «Оболоні». Станіслав вийшов на поле на 72-ій хвилині, замінивши Станіслава Мораренка. Дебютним голом за «Поділля» відзначився на 76-ій хвилині переможного (3:0) домашнього поєдинку 3-го туру Першої ліги проти «ВПК-Агро».